# Gonatidae
Gonatidae Hoyle, 1886 è una famiglia di molluschi cefalopodi dell'ordine Oegopsida.

## Descrizione
I Gonatidae hanno mantello stretto e allungato, muscoloso e pinne medio-grandi di forma cuoriforme o romboidale. Le ventose sulle braccia sono disposte in quattro serie, sono possibili però numerose variazioni a questo modello: gli apici delle braccia possono avere più di quattro file di ventose, le serie mediane del primo, secondo e terzo braccio sono costituite da uncini anziché da ventose eccetto che alla base e all'apice dello stesso (Okutania anonycha fa eccezione). Le ventose della clava tentacolare possono variare in grandezza e disposizione o essere sostituite in parte da uncini, questo carattere ha importanza tassonomica. I tentacoli sono caratteristici per avere un apparato di fissaggio dorsale che si estende sulla parte distale della clava tentacolare in posizione opposta alle ventose occupando un'area più o meno estesa. La morfologia dell'apparato varia secondo i generi e può essere composto solo da piccoli noduli alternati a ventose prive di denti o uncini o essere molto complesso. In Gonatopsis i tentacoli scompaiono nell'adulto. I fotofori sono generalmente assenti tranne che in Gonatus pyros. I maschi di Gonatidae non hanno un ectocotile anche se in Berryteuthis magister uno dei bracci ventrali mostra modificazioni compatibili con un principio di ectocotilizzazione, hanno invece un pene piuttosto lungo impiegato per la fecondazione.

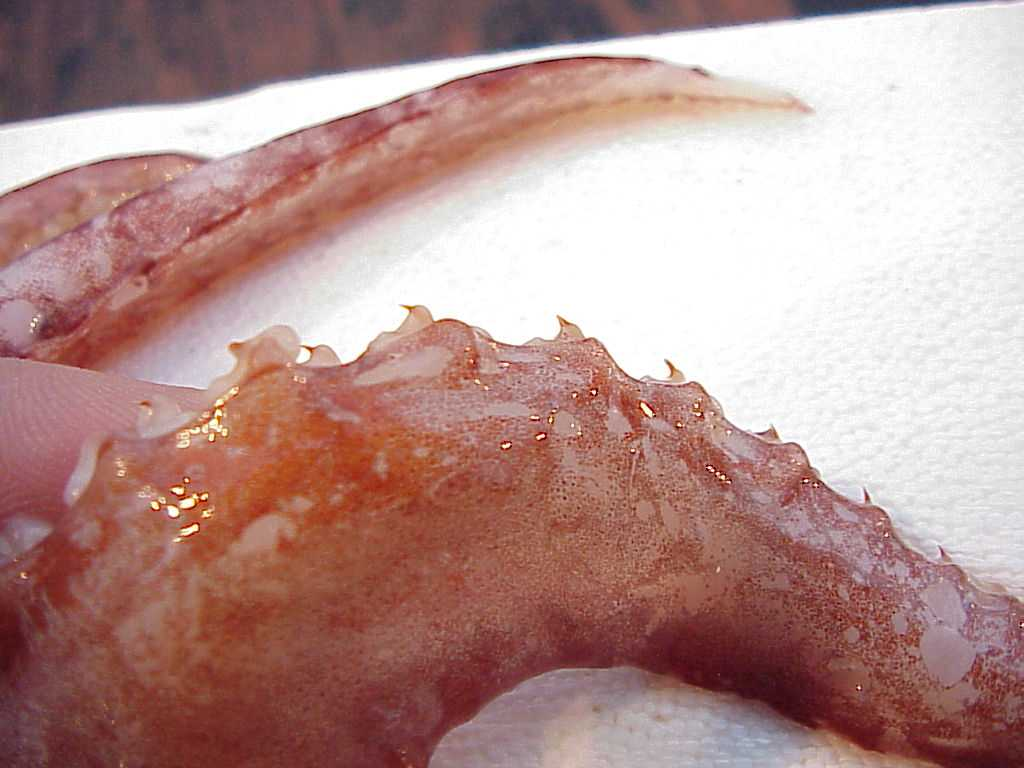
Uncini sul braccio di Berryteuthis magister

Hanno dimensioni abbastanza grandi, la lunghezza massima nota del mantello è di 55 cm.

## Distribuzione e habitat
I Gonatidae sono diffusi nei mari freddi e subpolari di entrambi gli emisferi, raggiungono le acque temperato-fredde solo nelle zone lambite dalla corrente della California. La maggioranza delle specie vive nell'oceano Pacifico, due specie nell'oceano Atlantico e solo una nell'emisfero meridionale. Sono del tutto assenti nelle altre aree temperate e in quelle subtropicali e tropicali.
Le paralarve e i giovanili vivono in acque epipelagiche per poi discendere in profondità da adulti nella zona mesopelagica o in prossimità del fondale. Alcune specie effettuano migrazioni nictemerali.

## Biologia

### Riproduzione
La riproduzione avviene in acque profonde. Le femmine di alcune specie dopo la deposizione assumono una consistenza molle e gelatinosa con degenerazione dei tessuti.

### Predatori
Sono prede importanti per numerosi predatori pelagici come pesci, uccelli marini, cetacei odontoceti e pinnipedi.

## Pesca
Diverse specie sono importanti per la pesca commerciale. La specie più catturata è Berryteuthis magister, per la quale esiste una pesca dedicata ed entra a far parte del bycatch durante la pesca al merluzzo d'Alaska e a specie della famiglia Hexagrammidae nel nord Pacifico. Le catture annuali di questa specie possono arrivare a 70.000 tonnellate tenendo conto solamente del pescato della flotta russa.

## Tassonomia
La famiglia comprende i seguenti generi:
- Berryteuthis Naef, 1921
- Gonatopsis Sasaki, 1920
- Gonatus Gray, 1849
- Okutania Katugin, 2004